# Vågsvåg
Vågsvåg este o localitate din comuna Vågsøy, provincia Sogn og Fjordane, Norvegia.